# Pseudostereodon
Pseudostereodon là một chi rêu trong họ Hypnaceae.